# Geranium campii
Geranium campii är en näveväxtart som beskrevs av Harold Emery Moore. Geranium campii ingår i släktet nävor, och familjen näveväxter. Inga underarter finns listade i Catalogue of Life.